# Лисаневич, Григорий Иванович
Григо́рий Ива́нович Лисане́вич (1756—1832) — российский командир эпохи наполеоновских войн, генерал-лейтенант Русской императорской армии.

## Биография
По окончании домашнего образования Лисаневич поступил (1771 год) капралом в Елисаветградский пикинёрный полк и с этим полком принял участие в атаке Силистрии и разбитии им турок наголову у селения Кучук-Кайнарджи. Вскоре после окончания войны он был произведен (1775 год) в адъютанты подполковничьего ранга.
В 1777—1778 и 1782 годах принимал деятельное участие в усмирении бунтовавших татар Крымского полуострова. В 1787 году Лисаневич перевелся в Елисаветградский конно-егерский полк, который вскоре после разрыва с Турцией, зимой 1787 года, вошёл в состав Екатеринославской армии князя Потемкина; под его предводительством Лисаневич был под Очаковым, осенью 1789 года участвовал в поражении турок при Каушанах и находился при падении Аккермана.
Вскоре после окончания турецкой войны в 1792 году возникло брожение в Польше. В числе войск, посланных на усмирение бунтовщиков, находился и Елисаветградский конно-егерский полк; в рядах его Лисаневич деятельно участвовал в поражении польских бунтовщиков (конфедератов) у деревни Дервиц, при Городище, близ Владимира Волынского и под местечком Дубенкой, где был ранен пулею в плечо. В 1793 году, находясь в корпусе генерал-поручика Ферзена, участвовал во всех сражениях этого корпуса с бунтовщиками (конфедератами), а также и в знаменитом Мациовицком сражении, где был пленен главный вождь поляков Костюшко.
Назначенный после этого штаб-офицером к Ферзену, Лисаневич все время состоял при нём до покорения Варшавы Суворовым. В 1798 г. Лисаневич был произведен в подполковники, а в 1799 г. — в полковники. В течение этого времени он продолжал службу в Елизаветградском конно-егерском полку, переименованном при воцарении императора Александра I в 1801 г. в Елисаветградский гусарский полк, и в 1802 г. был назначен командиром одного из батальонов этого полка. В 1805 г. в первую войну Александра с Наполеоном Лисаневич участвовал в кровопролитном Аустерлицком сражении. Находясь в войсках генерала Уварова, разбитого французами и вынужденного отступить, он начальствовал его арьергардом и в течение дня сдерживал натиск французов, после того вошёл в состав арьергарда войск Багратиона и прикрывал его отступление до прекращения военных действий (22 ноября).
В октябре 1806 г. русские войска снова были двинуты за границу на помощь Пруссии, и Лисаневичу удалось участвовать в сражении под Прейсиш-Эйлау, при р. Пассарге, при Гейльсберге и при Фридланде. За участие в этих сражениях он был произведен в генерал-майоры и назначен шефом Чугуевского полка, вскоре преобразованного в уланский. За труды по переформированию этого полка Лисаневич получил личную благодарность от цесаревича Константина Павловича, бывшего тогда генерал-инспектором всей кавалерии.
Лисаневич принял начальство над Чугуевским полком во время перемирия, заключенного с турками в августе 1807 г. По окончании его в марте 1809 г. Лисаневич, состоя в передовом корпусе Платова, вытеснил турок из окрестностей Браилова и прогнал их в крепость. В августе он находился при занятии Бабадага, при обложении и взятии крепостей Гирсова и Кистенджи. В сентябре участвовал в поражении князем Багратионом сераскира Хозрева Лигмет-паши у Рассевата близ Силистрии; в этом сражении он мужественно атаковал турок с фронта, опрокинул их и преследовал с лишком на 20 верст. Во время осады Силистрии Лисаневич находился в арьергарде армии у деревни Калипетрии и отражал многочисленные атаки неприятеля, после чего вместе с войсками князя Багратиона перешёл на левый берег Дуная. В 1810 г. под начальством генерала Каменского I участвовал во взятии крепости Базарджик, был при обложении крепости Шумлы, под Журжею и при обложении и падении крепости Рущука.
В 1811 г. Лисаневич был назначен командиром 2-й кавалерийской бригады 7-й кавалерийской дивизии. Поступив под начальство Кутузова, заменившего собой заболевшего Каменского 2-го, Лисаневич двинулся к Рущуку, где были сосредоточены наши главные силы и где Кутузову предстояла первая встреча с верховным визирем, следовавшим из Разграда. Разбив турок наголову, Кутузов в последних числах июня отошёл на левый берег Дуная к Журже, куда вслед за русскими стали переправляться и турецкие войска. Лисаневич участвовал в кровопролитных сражениях с неприятелем, крепко засевшим в окопах и не желавшим уступать оспариваемый у него берег; после того с Чугуевским полком он был послан на усиление генерал-лейтенанта Засса, начальствовавшего войсками в Малой Валахии у Виддина, и находился там до зимы, когда турки вступили в переговоры о мире.
Немедленно по заключении мира Дунайская армия была послана на Волынь, где действовал в то время австрийский фельдмаршал князь Шварценберг. Лисаневич вошёл в состав войск, вверенных Сакену, и участвовал с ним в сражении под Волковыском, в котором командовал конницей правого нашего крыла. При отступлении Сакена к Любомлю и Ковелю Лисаневич постоянно находился в арьергарде и в ноябре месяце был послан с Чугуевским полком в Белостокскую область для производства поиска над неприятелем.
В 1813 г. Лисаневич возвратился к своему корпусу и вошёл в состав левого крыла главной армии Милорадовича, предназначенной для посылки в Силезию. Перейдя границу, Лисаневич с 1-го по 21-е марта находился при обложении крепости Глогау, по сдаче Милорадовичем блокады её прусским войскам, двинулся под Люцен, где во время сражения, происходившего 20 апреля, находился в резерве у Цейца, не вступая в дело. На другой день, командуя главным арьергардом армии, долженствовавшем прикрывать отступление наших и прусских войск на Дрезден и Мейссен, участвовал в отступлении через Фробург, а затем был послан на подкрепление графа С.-Приеста, находившегося у Вальдгейма. Исполнив с успехом возложенное на него поручение, Лисаневич увидел себя окруженным со всех сторон неприятелем и лишь с большим трудом мог пробиться к Дрездену; отсюда в конце апреля он направился к Бауцену, находясь почти под беспрерывным огнём в первой линии. 9 мая, командуя отрядом, участвовал в главном сражении под Бауценом и блистательно отражал атаки Удино на крайний левый фланг Милорадовича, а после сражения, поступив в арьергард, имел почти ежедневно дела с неприятелем до самого вступления наших войск в лагерь под Швейдницем.
По окончании Пойшвицкого перемирия Лисаневич вошёл в состав главного резерва, вверенного цесаревичу Константину, и был послан при 2-й гренадерской дивизии в город Мельник для обеспечения столицы Богемии Праги от покушений неприятеля и для наблюдения его движений по дорогам, ведущим от Циттау через Габель и Бемиш-Лейна во внутрь Богемии. Вернувшись оттуда после Кульмского сражения, он находился в числе войск графа Витгенштейна, препятствовавших неприятелю прорваться к Пирне. После того Лисаневич участвовал в поражении неприятеля под городом Фробургом; в сражении при м. Либер-Вольковиц и деревне Вахау блистательно отразил атаку французской конницы Мюрата и принудил его к отступлению. 4 октября, в первый день битвы под Лейпцигом, сперва находился в конном отряде графа Палена, поддерживавшем сообщение между корпусами князя Горчакова и принца Евгения Виртембергского, а потом был отряжен на помощь австрийскому генералу Кленау, сильно теснимому французами. Во время генерального сражения под стенами Лейпцига, Лисаневич с храбрыми чугуевцами действовал опять на левом нашем крыле, врубился в неприятельскую конницу и отбил у неё две пушки. Преследуя разбитую наполеоновскую армию до Рейна, Лисаневич, в составе авангарда графа Палена, переправился у Фор-Луи и вступил в пределы Франции, где принял участие в сражениях при Фальцбурге и Бриенне; в январе — феврале находился в делах при городах Мери, Ромильи, Ножане, Мормане, Барь-сюр-Обе, Лабрюсселе, Труа, при Аренсе, под Фершампенуазом и Парижем. После занятия Парижа Лисаневич, командуя Чугуевским, Волынским и Серпуховским полками, вошёл с ними во второй отдельный корпус, порученный графу Орурку, и расположился с ним в Эньском департаменте.
При общем упразднении звания шефов наших армейских полков Лисаневич перестал числиться шефом Чугуевского полка и был утвержден начальником 3-й уланской дивизии. Чугуевский полк, деятельно и беспрерывно подвизавшийся под начальством Лисаневича в походах 1809—1814 гг., за отличие в войне против Наполеона, был награждён серебряными трубами с крестами и лентами ордена св. Георгия. Весной 1815 г. Лисаневич был в походе за Рейн и находился с полками своей дивизии на блистательных смотрах нашей армии под Вертю. Отличное устройство дивизии и сохранение её чинами примерного порядка доставили Лисаневичу благодарность великого князя Константина Павловича, главнокомандующего Барклая-де-Толли и Высочайшее благоволение императора Александра I. По возвращении из похода Лисаневич был спешно вызван к государю для совещания с ним и графом Аракчеевым о предполагавшемся тогда опыте военных поселений. Работа по устройству этих поселений сблизила Лисаневича с Аракчеевым и приобрела ему благорасположение и доверие графа. Нередко собственноручные письменные ответы Лисаневича удостаивались представляться в подлиннике к Всеподданнейшему докладу, а впоследствии ему даже разрешено было по делам службы писать прямо к государю. Уже в преклонных летах, по расстроенному здоровью, Лисаневич подал в отставку, был уволен 24 января 1820 г. и поселился на родине в м. Братолюбовке. При коронации Николая Павловича Лисаневич был в Москве и вместе со многими славными сослуживцами по войне 1812—1814 гг. нёс балдахин над государем и государыней.